# Какучу-Векі
Какучу-Векі (рум. Cacuciu Vechi) — село у повіті Біхор в Румунії. Входить до складу комуни Аушеу.
Село розташоване на відстані 401 км на північний захід від Бухареста, 43 км на схід від Ораді, 88 км на захід від Клуж-Напоки.

## Населення
За даними перепису населення 2002 року у селі проживала 191 особа, з них 187 осіб (97,9%) румунів. Рідною мовою 190 осіб (99,5%) назвали румунську.